# ジェイミー・マーレイ
ジェイミー・マーレイ（Jaime Murray /ˈdʒeɪmi ˈmʌri/、1977年7月21日 - ）は、イギリスの女優。

## 来歴
イギリスにて俳優として活躍するビリー・マーレイの娘として、1977年にイギリスエセックスに生まれたマーレイは、イギリスとアメリカで女優として活躍している。高校卒業後はロンドン・スクール・オブ・エコノミクスへ通い、哲学と心理学を専攻していたが、中退してロンドンにある演劇学校で演技を学ぶ。
2000年に演劇学校を卒業後は、テレビに少しずつ出演し始め徐々にキャリアを重ねていく。近年では、日本未公開映画ではあるが『ツイてない男』や『今日も僕は殺される』などの映画に出演してスティーヴン・ドーフやマイク・ヴォーゲルなどと共演して存在感を見せた。またテレビにおいても、最近ではアメリカへ進出してテレビシリーズ『デクスター 警察官は殺人鬼』などにも顔を見せている。その美貌を活かして、ファッションモデルとしても活動している。

## 出演作品

### 映画
| 公開年 | 邦題 原題                                  | 役名       | 備考 |
| ------ | ------------------------------------------ | ---------- | ---- |
| 2005   | アニマル Animal                            | 販売員     |      |
| 2007   | ツイてない男 Botched                       | アンナ     |      |
| 2007   | 今日も僕は殺される The Deaths of Ian Stone | メディア   |      |
| 2010   | ラン・オブ・ザ・デッド Devil's Playground  | ラヴィニア |      |

### テレビシリーズ
| 放映年    | 邦題 原題                                                            | 役名                                    | 備考             |
| --------- | -------------------------------------------------------------------- | --------------------------------------- | ---------------- |
| 2002      | カジュアルティ Casualty                                              | ソニア                                  | エピソード       |
| 2004-2012 | 華麗なるペテン師たち Hutsle                                          | ステイシー・モンロー                    | 25エピソード     |
| 2005      | ラブ・スープ Love Soup                                               | ナタリー・ブラウン                      | 1エピソード      |
| 2005      | シェイクスピア21 じゃじゃ馬ならし ShakespeaRe-Told                   | ビアンカ                                | ミニシリーズ     |
| 2005      | 名探偵ポワロ Agatha Christie: Poirot                                 | ルース                                  | 『青列車の秘密』 |
| 2007      | デクスター 警察官は殺人鬼 Dexter                                     | ライラ                                  | 10エピソード     |
| 2009      | メンタリスト The Mentalist                                           | ナディア・ソベル                        | 1エピソード      |
| 2009      | 弁護士イーライのふしぎな日常 Eli Stone                               | ダイアン                                | 1エピソード      |
| 2009      | NCIS 〜ネイビー犯罪捜査班 NCIS: Naval Criminal Investigative Service | ICE捜査官ジュリア・フォスター＝イエーツ | 1エピソード      |
| 2010-2012 | ウェアハウス13 〜秘密の倉庫 事件ファイル〜 Warehouse 13              | H.G. ウェルズ                           | 13エピソード     |
| 2011      | スパルタカス ゴッド・オブ・アリーナ Spartacus: Gods of the Arena     | ガイア                                  | 4エピソード      |
| 2011-2012 | リンガー 〜2つの顔〜 Ringer                                          | オリヴィア・チャールズ                  | 9エピソード      |
| 2012      | ザ・ファインダー 千里眼を持つ男 The Finder                           | Amadea Denaris                          | 1エピソード      |
| 2019      | GOTHAM/ゴッサム Gotham                                               | テレサ・ウォーカー                      | リカーリング     |

## 参照
1. ↑  “Models1”.   Models1. 2012年8月30日閲覧。